# Converse (Texas)
Converse ist eine Stadt im Bexar County im US-Bundesstaat Texas in den Vereinigten Staaten. Das U.S. Census Bureau hat bei der Volkszählung 2020 eine Einwohnerzahl von 27.466 ermittelt.

## Geographie
Die Stadt liegt etwa 20 Kilometer nordöstlich von San Antonio, nahezu zentral im County, im mittleren Süden von Texas und hat eine Gesamtfläche von 16,4 km².

## Geschichte
Benannt wurde die Stadt nach Major Converse, einem Chefingenieur der Southern Pacific Railroad.

## Persönlichkeiten
- John Terrell (* 1994), Paracycler

## Demografische Daten
Nach der Volkszählung im Jahr 2000 lebten hier 11.508 Menschen in 3.837 Haushalten und 3.077 Familien. Die Bevölkerungsdichte betrug 701,9 Einwohner pro km². Ethnisch betrachtet setzte sich die Bevölkerung zusammen aus 69,39 % weißer Bevölkerung, 13,03 % Afroamerikanern, 0,56 % amerikanischen Ureinwohnern, 2,20 % Asiaten, 0,14 % Bewohnern aus dem pazifischen Inselraum und 10,65 % aus anderen ethnischen Gruppen. Etwa 4,04 % waren gemischter Abstammung und 29,44 % der Bevölkerung waren spanischer oder lateinamerikanischer Abstammung.
Von den 3.837 Haushalten hatten 44,6 % Kinder unter 18 Jahre, die im Haushalt lebten. 61,5 % davon waren verheiratete, zusammenlebende Paare. 14,5 % waren allein erziehende Mütter und 19,8 % waren keine Familien. 15,5 % aller Haushalte waren Singlehaushalte und in 3,2 % lebten Menschen, die 65 Jahre oder älter waren. Die Durchschnittshaushaltsgröße betrug 2,94 und die durchschnittliche Größe einer Familie belief sich auf 3,26 Personen.
31,0 % der Bevölkerung waren unter 18 Jahre alt, 8,0 % von 18 bis 24, 33,9 % von 25 bis 44, 20,8 % von 45 bis 64, und 6,4 % die 65 Jahre oder älter waren. Das Durchschnittsalter war 32 Jahre. Auf 100 weibliche Personen aller Altersgruppen kamen 95,5 männliche Personen. Auf 100 Frauen im Alter von 18 Jahren und darüber kamen 89,2 Männer.

Das jährliche Durchschnittseinkommen eines Haushalts betrug 47.947 USD, das Durchschnittseinkommen einer Familie 49.396 USD. Männer hatten ein Durchschnittseinkommen von 32.631 USD gegenüber den Frauen mit 25.765 USD. Das Prokopfeinkommen betrug 18.949 USD. 6,5 % der Bevölkerung und 4,9 % der Familien lebten unterhalb der Armutsgrenze. Davon waren 8,5 % Kinder und Jugendliche unter 18 Jahren und 10,5 % waren 65 oder älter.